# Hojovče
Hojovče (nemško Hohenfeld) je naselje v Občini Možberk v Okraju Celovec-dežela na Koroškem v Avstriji.